# Bad Radkersburg

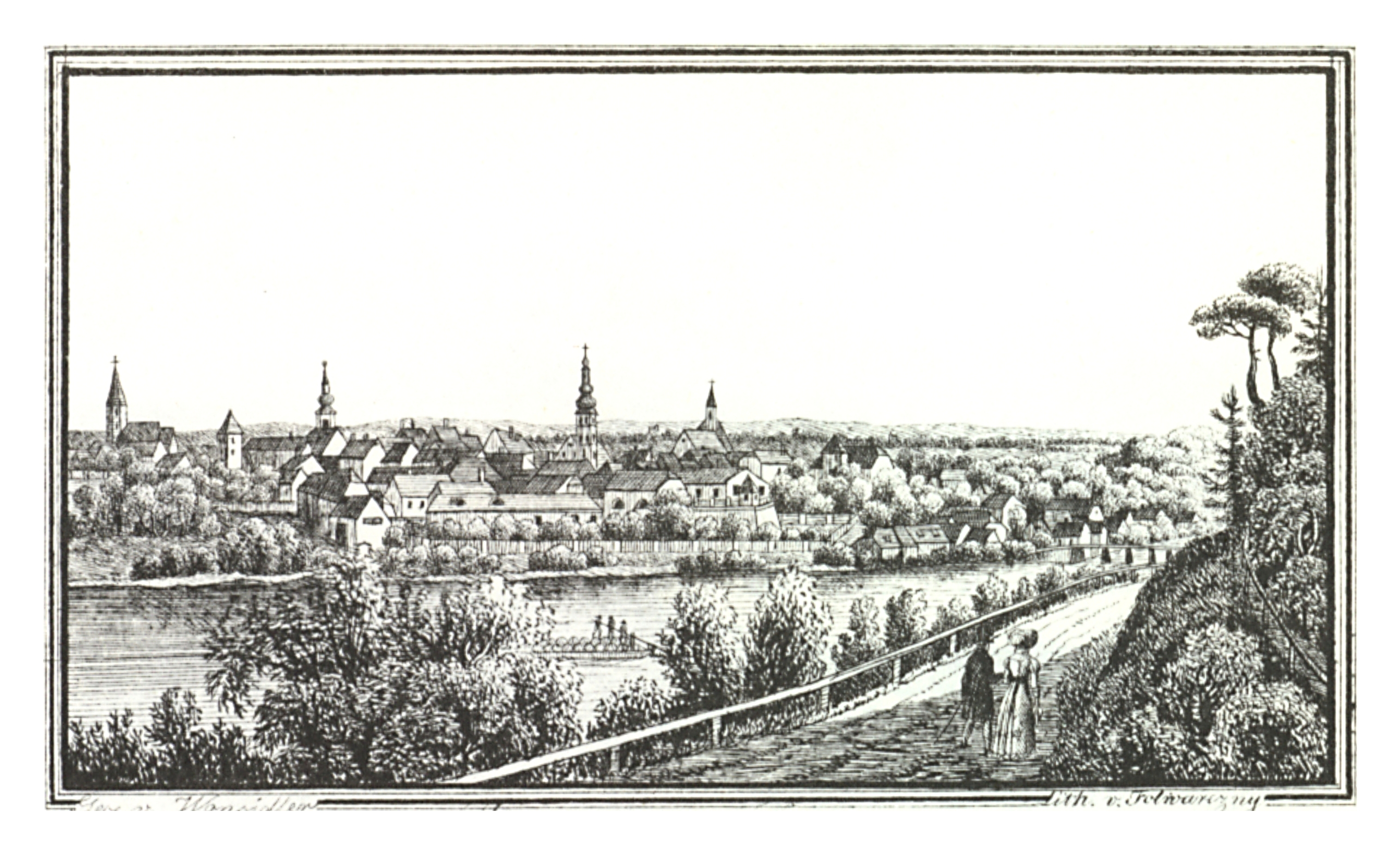
Radkersburg w 1830

Bad Radkersburg (słoweń. Radgona; węg. Regede) – miasto uzdrowiskowe w Austrii, w kraju związkowym Styria, w powiecie Südoststeiermark. Do 31 grudnia 2012 siedziba powiatu Radkersburg. Liczy 3093 mieszkańców (1 stycznia 2015).

## Współpraca
Miejscowości partnerskie:
- Lenti, Węgry
- Varaždin, Chorwacja